# 阿拉·卡楚
阿勒·卡楚，是吉爾吉斯斯坦一種仍在實施的綁架新娘的形式。該術語可適用於各種行為，從自願私奔到非自願綁架，其實際發生的程度是有爭議的。一些消息來源表明，目前吉爾吉斯斯坦至少有三分之一的被綁架新娘是非自願的。 
阿勒·卡楚的意思是“帶一個年輕女人逃跑”。典型的做法是年輕人在朋友和男性親戚以武力或狡猾的手段綁架婦女。他們把她帶到他的家中，在那裡她被關在一個房間裡，直到男方的女性親戚說服她穿上已婚婦女的圍巾以表示接受。有時，如果該名女子抗拒說服並繼續回家的願望，她自己的親戚會說服她同意結婚。
這種做法在蘇聯時期受到壓制，但在蘇聯解體之後重新出現，關於是否以原始方式繼續存在矛盾的報告。一些消息來源指出，這種習俗本來是私奔的形式，而不是綁架新娘。有時，綁架可能只是婚禮的形式，而女人則自願參加。有人甚至認為被綁架是一種榮譽，因為這表明該婦女值得當妻子。 
儘管在吉爾吉斯斯坦綁架新娘是違法的，但政府仍被指控未採取適當措施保護婦女免受這種習俗的侵害。

## 歷史
吉爾吉斯斯坦綁架新娘習俗的歷史一直存在爭議。俄羅斯帝國和後來的蘇聯將此游牧民族古老習俗定為非法，因此，隨著蘇聯解體以及中亞各國隨後的獨立，許多人恢復了舊習俗作為維護文化身份的一種方式。但婦女拒絕接受綁架在文化上通常是不可接受的，並被視為對吉爾吉斯斯坦文化認同的拒絕。這種做法還與主張男子氣概有關。最近的研究對新娘綁架曾經盛行的說法提出了質疑。 
根據吉爾吉斯斯坦的歷史學家和富布賴特學者拉塞爾·克萊因巴赫的說法，綁架直到蘇聯時代才很罕見，但新娘的綁架傳統在20世紀急劇增加。新娘綁架事件的增加可能與男方支付所需的彩禮困難有關。 

## 流行率
吉爾吉斯斯坦在2015年的受害者調查包括綁架年輕婦女結婚的罪行。14％的已婚婦女回答說當時被綁架，其中三分之二是自願的，該婦女認識了該男子並事先同意。這意味著吉爾吉斯斯坦目前有5％的婚姻屬於“阿勒·卡楚”案件。使用相同的方法，2018年在哈薩克斯坦進行的一項研究得出的結果是，哈薩克斯坦目前有1-1.5％的婚姻是“ 阿勒·卡楚”的結果。

## 禮金
根據1992年的一項研究，東干族新娘的禮金在240至400盧布之間波動。貧困的東干人找到了吉爾吉斯族新娘，或者與塔塔爾族或撒爾塔人婦女結婚。還有東干人還偷偷綁架了吉爾吉斯女孩作為新娘。

## 合法性
儘管是非法的，但在許多主要的農村地區，綁架新娘被稱為收養和逃跑，是一種普遍接受的娶妻方式。
儘管這種做法在吉爾吉斯斯坦是非法的，但綁架新娘的人很少受到起訴。不願執行該守則的部分原因是吉爾吉斯斯坦的多元化法律制度，實際上，許多村莊實際上是遵循習慣法的，而不是國家法律制度。負責裁定家庭法，財產和侵權行為的阿克撒卡爾常常沒有認真對待新娘被綁架的問題。在許多情況下，阿卡撒卡爾都被邀請參加被綁架新娘的婚禮，並鼓勵新娘的家人接受婚姻。
綁架新娘往往伴有強姦。之後，新郎的親戚掛出一張有血跡的床單，以表明女孩被剝奪了童貞。一個名譽被玷污的女人將來幾乎沒有結婚的機會。即使沒有性接觸，一個在男人家裡並被關在那裡至少一晚的女孩的童貞也將永遠受到質疑。因此，在被扣留一晚後，女孩由於汙名化而被迫嫁給綁匪。拒絕結婚的人，迫於社會壓力，在被綁架後可能會自殺。被拒絕的新郎的家人可能會開始散佈關於女孩的誹謗謠言。